# Gloom (Job for a Cowboy)
Gloom è un EP del gruppo death metal statunitense Job for a Cowboy, pubblicato il 7 giugno 2011 dalla Metal Blade Records.
Questo EP è stato pubblicato sia digitalmente che fisicamente attraverso ordine postale. Tuttavia sono state prodotte solamente 2 500 copie fisiche ordinabili solamente il giorno dell'uscita.
In Gloom appaiono per la prima volta il nuovo bassista Nick Schendzielos (Cephalic Carnage) ed il nuovo chitarrista Tony Sannicandro.

## Tracce
1. Misery Reformatory – 3:54
2. Plastic Idols – 4:44
3. Execution Parade – 3:04
4. Signature of Starving Power – 3:45

## Membri
- Jonny Davy - voce
- Al Glassman - chitarra
- Jon Rice - batteria
- Tony Sannicandro - chitarra
- Nick Schendzielos - basso